# إلتون غلاسر
إلتون غلاسر (بالإنجليزية: Elton Glaser)‏ هو شاعر أمريكي، ولد في 1945.